# Chongzhou
Chongzhou is een stad en arrondissement in de provincie Sichuan van China. Bij de volkstelling van 2020 had Chongzhou 735.723 inwoners. De stad ligt ten westen van de metropool Chengdu en is onderdeel van diens agglomeratie.